# Nowoje Tarbiejewo
Nowoje Tarbiejewo (ros. Новое Тарбеево) – wieś (sieło) w Rosji, w obwodzie tambowskim, w rejonie miczurińskim. W 2021 liczyła 309 mieszkańców.